# Rudolf Kanzler
Rudolf Kanzler (* 26. Februar 1873 in Wasserburg am Inn; † 26. Februar 1956) war ein deutscher Vermessungsingenieur und Politiker. Als Abgeordneter des Zentrums gehörte er von 1905 bis 1918 der Zweiten Kammer des Bayerischen Landtags an. 1920 war er der Begründer der Einwohnerwehr Organisation Kanzler (Orka).

## Leben
Als Sohn des Königlichen Advokaten I.B. Kanzler und seiner Ehefrau Crescenz Stechlin besuchte er die Realschule und das Polytechnikum in München. Er qualifizierte sich beruflich zum Geometer (Vermessungstechniker). Als Mitglied der Zentrumspartei errang er 1905 das Mandat in der Zweiten Kammer des Landtages von Bayern für den Wahlkreis Staffelstein.
Von 1912 bis 1919 war er Leiter des Vermessungsamtes in Rosenheim. Gegen Ende des Jahres 1918 organisierte Kanzler in Bayern den Aufbau von bürgerlichen Wehrverbänden. Beim „Grenzschutz Süd“ und beim „Freikorps Chiemgau“ nahm er leitende Positionen der Bürgerwehren ein, die den revolutionären Tendenzen Widerstand leisten wollten. Aus dem Salzburger und Tiroler Raum kamen 1919 die Vorschläge und Bitten, sogenannte Selbstschutzverände aufzustellen. In Bayern erklärten Georg Escherich und Kanzler am 27. September 1919 in München offiziell den Beschluss zur Gründung von Einwohnerwehren.
Kanzler und Escherlich bemühten sich bei diesem Aufbau der Einwohnerwehren um die offizielle Unterstützung der bayerischen Landesregierung, die durch den Ministerpräsidenten Gustav von Kahr zugesagt wurde. Dabei sollte der „Grenzschutz Süd“ die notwendige Aufbauhilfe leisten. Diese Zusagen ergaben sich aus Verhandlungen, die sich im Jahre 1920 über die Monate Februar und März erstreckten.
Am 9. Mai 1920 gründete Escherich in Regensburg die Organisation Escherich (Orgesch), die sich aus Mitgliedern der Einwohnerwehren rekrutierte. Kanzler wurde der Stellvertreter von Escherich in der Orgesch. Offensichtlich gab es aber verschiedene Differenzen zwischen Escherich und Kanzler. Denn Kanzler hatte schon am 4. Mai 1920 die Organisation Kanzler (Orka) mit Sitz in Rosenheim gegründet, der später nach München verlegt wurde. Kanzler gab aber im August 1921 die Leitung der Orka wieder auf.
Im Jahre 1923 arbeitete Kanzler mit Waldemar Pabst zusammen, wobei sie sich mit der Organisation österreichischer Wehrverbände befassten. Kanzler übernahm am 11. Januar des gleichen Jahres in Rosenheim den Vorstand des Bayerischen Heimat- und Königsbundes (BHKB). Angesichts der drohenden Machtübernahme durch die Nationalsozialisten versuchte der BHKB mit Billigung des bayerischen Kronprinzen Rupprecht, die Monarchie in Bayern wieder einzuführen und damit ein eigenständiges Bayern innerhalb eines bundesstaatlichen Deutschen Reiches zu etablieren. Der Plan wurde von konservativen Politikern unterstützt. So sprach Fritz Schäffer mehrmals in Berlin vor, um mit dem Reichspräsidenten Paul von Hindenburg über die Wiedereinführung der Monarchie in Bayern zu sprechen. Nach der Machtergreifung durch die Nationalsozialisten im Reich unterstützte auch die SPD den Plan des BHKB als letzten Rettungsanker.
Die „Machtergreifung“ der NSDAP in Bayern am 9. März 1933 vereitelte die Bemühungen. Kanzler und Enoch Freiherr zu Guttenberg traten als Vorsitzende am 31. Juli 1933 zurück. Der BHKB wurde am 2. Februar 1934 verboten.
Als die bayerischen Monarchisten Ende 1949 begannen, sich wieder zu sammeln, wurde Kanzler zum provisorisch bestellten Präsidenten gewählt. Er wurde von der ehemaligen bayerischen Herrscherfamilie der Wittelsbacher jedoch abgelehnt, so dass August Desiderius Graf Basselet de la Rosée seine Stelle übernahm.

## Schriften
- Bayerns Kampf gegen den Bolschewismus – Geschichte der bayerischen Einwohnerwehren, München 1931